# آستراست

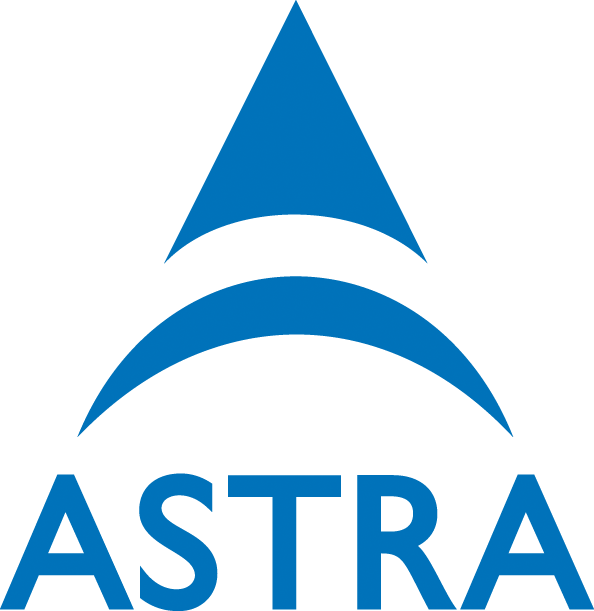
یک مجموعهٔ ماهواره‌ای است که در مدارهای ۱۹درجه شرقی و ۲۸٫۲درجه شرقی قرار دارد. تعداد زیادی از پکیج‌های شبکه‌های اروپایی در این ماهواره فعال اند. شرکت Astra] باسرمایه مشترک آلمان و فرانسه تأسیس شده‌است.

آستراست یک مجموعهٔ ماهواره‌ای است که در مدارهای ۱۹درجه شرقی و ۲۸٫۲درجه شرقی قرار دارد. تعداد زیادی از پکیج‌های شبکه‌های اروپایی در این ماهواره فعال اند. شرکت Astra] باسرمایه مشترک آلمان و فرانسه تأسیس شده‌است.
در زمان پرتاب اولین ماهواره آسترا , آسترا 1A در سال ۱۹۸۸، اپراتور ماهواره تحت عنوان Société Européenne des Satellites شناخته می‌شد. در سال ۲۰۰۱ SES Astra، یک شرکت تابعه تازه تأسیس شده از SES، ماهواره‌های آسترا را اداره کرد و در سپتامبر ۲۰۱۱، SES آسترا دوباره به شرکت مادر تلفیق شد، که در این زمان سایر خانواده‌های ماهواره ای مانند AMC و NSS را نیز اداره می‌کرد.
ماهواره‌های آسترا ۲۶۰۰ کانال تلویزیونی دیجیتال (با کیفیت بالا ۶۷۵) را از طریق پنج موقعیت مداری ماهواره ای اصلی به خانوارهای آسیا، استرالیا، آفریقا، آمریکا، اروپا، نیوزیلند، خاورمیانه و شمال آفریقا پخش می‌کنند.